# Eunice Kirwaová
Eunice Jepkirui Kirwaová (* 20. května 1984) je keňsko-bahrajnská běžkyně na dlouhé vzdálenosti, která se specializuje na maratonský běh. Na olympijských hrách v Riu de Janeiru v roce 2016 získala stříbrnou medaili.